# Cecilia Gentilli
Cecilia Gentili (Gálvez, Santa Fe, 31 de enero de 1972 - Nueva York, 6 de febrero de 2024)fue una activista argentina estadounidense de los derechos de las personas transgénero y las personas trabajadoras sexuales.
Cecilia ocupó puestos de liderazgo en las organizaciones sin fines de lucro GMHC y APICHA para el cuidado del VIH/SIDA LGBTQ+.
También fue cofundadora de una clínica gratuita para trabajadores sexuales en Callen-Lorde Community Health Center y de DecrimNY, una organización que despenalizó el trabajo sexual en Nueva York y derogó la "ley Caminando mientras trans", y fundó Trans Equity Consulting.
Su trabajo también fue por la vía legal, pues impugnó la eliminación por parte de la administración Trump de las protecciones contra la discriminación por identidad de género en la Ley de Atención Médica Asequible.

## Primeros años de vida
Sus padres eran italianos y argentinos. Su infancia y adolescencia marcó el rumbo de su activismo ya que desde los seis años un vecino abusaba sexualmente de ella.Se declaró gay a los doce años, y en su familia, su madre tenía una mentalidad más abierta sobre su sexualidad que su padre y su hermano luchaba por aceptarla. La abuela de Gentili, una mujer indígena del campo, era "la única persona que realmente estaba abierta a una conversación sobre género". 
Durante su adolescencia e infancia fue agredida verbal y físicamente en las calles, ya que a finales de los 80 y principios de los 90 era ilegal usar ropa del sexo opuesto en Argentina. Gentili se mudó a Rosario, una ciudad más grande, para asistir a la universidad. Fue allí donde conoció a una persona trans por primera vez, y comenzó a identificarse como mujer. A los veintiséis años decidió mudarse a Estados Unidos.

## Activismo
En 2010, Gentili comenzó una pasantía en el Centro LGBT, donde comenzó a trabajar con el Proyecto Antiviolencia de la Ciudad de Nueva York. Desde 2012 hasta 2016, fue coordinadora del programa de salud trans en el Centro de Salud Comunitario Apicha en la ciudad de Nueva York. De 2016 a 2019, Gentili fue directora de políticas en GMHC, una organización de servicios para el SIDA en la ciudad de Nueva York y la primera organización del mundo dedicada a la prevención del VIH/SIDA. 
Defendió la Ley de No Discriminación por Expresión de Género (GENDA). Gentili participó activamente en la formación y dirigió la campaña DecrimNY (formada en 2019), que trabaja para despenalizar el trabajo sexual en Nueva York y su trabajó sumó a la derogación con éxito la Ley Walking while trans, que penalizaba la "holgazanería con fines de prostitución" y se utilizaba. para atacar, acosar y arrestar injustamente a mujeres transgénero de color.  También fue una de las principales lideresas detrás del Fondo de Equidad Trans Lorena Borjas.
En 2019, fundó Trans Equity Consulting, una firma de consultoría de desarrollo que buscaba centrarse en mujeres trans de color, inmigrantes, trabajadoras sexuales y personas encarceladas. Ese año, también se unió a la junta directiva de Stonewall Community Foundation, una organización de donación de subvenciones centrada en LGBTQ con sede en Nueva York, donde trabajó hasta su muerte. En 2020, fue anfitriona de Fierce Futures, una recaudación de fondos que apoya a organizaciones que ayudan a las personas trans negras. 
En 2020, bajo la Administración Trump, el Departamento de Salud y Servicios Humanos eliminó disposiciones de la Ley de Atención Médica Asequible sobre discriminación sexual, que incluían la identidad de género, días antes de que la Corte Suprema emitiera un fallo que protegía la Ley de Derechos Civiles sobre la base del sexo se extiende a las personas homosexuales y transgénero. Gentili y Tanya Asapansa-Johnson Walker entablaron una demanda contra el departamento con la ayuda de Human Rights Campaign y el bufete de abogados BakerHostetler, argumentando que la norma "contraviene directamente" el fallo de la Corte Suprema.
En 2021, Gentili fue cofundadora de la clínica "Cecilia's Occupational Inclusion Network" (COIN) del Centro de Salud Comunitario Callen-Lorde, el primer centro de atención médica dedicado a trabajadoras sexuales en la costa este.

## Actividades creativas
En 2017, Gentili montó The Knife Cuts Both Ways, un espectáculo cómico unipersonal basado en historias alegres de su vida.  También ese año hizo de modelo para el diseñador de moda estadounidense Gogo Graham.
Gentili protagonizó Pose, un drama televisivo que sigue a mujeres trans de color en medio de la crisis del SIDA en la ciudad de Nueva York de los años 80, como la Sra. Orlando.
En 2022, publicó su libro Faltas: Cartas para todos en mi ciudad natal que no son mi violador, que ganó un premio Stonewall Book Award de no ficción. Debutó con su espectáculo autobiográfico off-Broadway basado libremente en el libro Red Ink en 2023.
En 2023, creó y coorganizó "Transmissions Fest", el primer festival de música totalmente trans en Nueva York, y las ganancias se destinarán a organizaciones benéficas LGBTQ+.

## Muerte y legado
Gentili murió en su casa de Brooklyn el 6 de febrero de 2024, a la edad de 52 años.  Recibió varios homenajes publicados por la presidenta y directora ejecutiva de GLAAD, Sarah Kate Ellis, el subdirector de Justicia Transgénero del Proyecto Nacional LGBT y VIH de la ACLU, Chase Strangio, la gobernadora de Nueva York, Kathy Hochul, el director ejecutivo de Callen-Lorde, Patrick McGovern, el senador del estado de Nueva York, Brad Hoylman. y compañeros actores en Pose como Angelica Ross y MJ Rodriguez. El 15 de febrero se celebró un funeral para Gentili en la Catedral de San Patricio. El funeral fue condenado por la Archidiócesis de Nueva York.